# Distributed Enhanced Processing Architecture
DEPA (англ. Distributed Enhanced Processing Architecture) —  принцип построения сетевых систем видеонаблюдения, предлагаемый компанией Sony, означает кардинальный отказ от процессорных систем, основанных на интенсивной обработке данных централизованными серверами. Архитектура распределённой улучшенной обработки изображения — предусматривает, распределение вычислительных мощностей по всей системе видеонаблюдения, что позволяет избежать перебоев в обработке информации, которыми «славятся» системы предыдущих поколений.
В системе, построенной на основе архитектуры DEPA, каждому отдельному компоненту назначен ряд специализированных задач по обработке данных, а вычислительные ресурсы распределены между всеми компонентами одного и того же типа. Это открывает перед такими системами новые возможности с точки зрения гибкости и масштабируемости.
Сетевые камеры от компании Sony, поддерживающие архитектуру DEPA, обрабатывают изображение и генерируют метаданные, то есть «данные о данных», точнее говоря, информацию, содержащую результаты обработки изображения. Предварительный анализ изображения производится одновременно во всех камерах. Процессы анализа данных и генерирования метаданных в телекамерах тесно интегрированы с последующей серверной обработкой данных и метаданных в сетевых видеорегистраторах. Все это значительно снижает стоимость системы и увеличивает её потенциал по обеспечению безопасности объектов.